# Faixa presidencial da Guatemala
A faixa presidencial da Guatemala é o emblema oficial e a insígnia suprema do país, utilizada pelo Presidente da República da Guatemala como símbolo do poder a que corresponde. O presidente os usa para cerimônias oficiais e formais.
A faixa é confeccionada em seda e com as cores da Bandeira Nacional da Guatemala, são colocadas horizontalmente em três faixas de 6 centímetros cada e de comprimento variável, dependendo da altura da pessoa. É colocado do ombro direito ao quadril esquerdo e traz nas pontas duas rosáceas do mesmo tecido - das quais pendem borlas de fios de ouro.
A faixa presidencial na altura do peito traz o Escudo Nacional, que mede 12 centímetros de diâmetro e está localizado no eixo vertical, no centro da faixa branca. A faixa presidencial, juntamente com a Ordem do Quetzal, as chaves da constituição, o bastão de comando militar e o botão presidencial são as insígnias supremas da nação. A faixa presidencial custa aproximadamente Q950 (equivalente a cerca de US$123).

## Histórico

### Fundação da República da Guatemala
Na fundação da República da Guatemala, o Capitão General Rafael Carrera, usava a faixa presidencial, com as cores indicadas nela.

#### Modificações
Após a queda de Carrera em 1848, a faixa não foi mais utilizada, mas até Carrera voltar a ser presidente, em 1851, voltou a ser utilizada.

#### Governo liberal
Após a queda dos conservadores, a faixa foi novamente instruída durante o governo do general Miguel García Granados, com as cores da nova bandeira nacional que foi decretada em 17 de agosto de 1871.

#### Atualmente
Desde o decreto de García Granados, a faixa foi utilizada pela grande maioria dos presidentes sucessores.